# Hugo Mamba
Hugo Mamba (ur. 1 lutego 1982) – kameruński lekkoatleta specjalizujący się w trójskoku.
Zajął czwarte miejsce na mistrzostwach Afryki w 2004, a dwa lata później podczas kolejnej edycji czempionatu był piąty. Srebrny medalista igrzysk afrykańskich z 2007 roku – w tym samym sezonie nie awansował do finału na mistrzostwach świata. W 2008 roku został wicemistrzem Afryki oraz odpadł w eliminacjach igrzysk olimpijskich. Bez powodzenia startował w mistrzostwach świata w Berlinie (2009). Drugi w karierze srebrny medal czempionatu Czarnego Lądu zdobył w 2010 roku, a po tym sukcesie na zakończenie sezonu był drugi w igrzyskach Wspólnoty Narodów. Brązowy medalista igrzysk afrykańskich z 2011. 
Rekordy życiowe: stadion – 17,14 (12 października 2010, Nowe Delhi); hala – 16,54 (24 lutego 2013, Metz). Rezultaty Mamby są aktualnymi rekordami Kamerunu. 

## Osiągnięcia
| Rok  | Impreza                    | Miejsce     | Lokata            | Wynik  |
| ---- | -------------------------- | ----------- | ----------------- | ------ |
| 2004 | Mistrzostwa Afryki         | Brazzaville | 4. miejsce        | 15,75  |
| 2006 | Mistrzostwa Afryki         | Bambous     | 5. miejsce        | 16,20  |
| 2007 | Igrzyska afrykańskie       | Algier      | 2. miejsce        | 16,61  |
| 2007 | Mistrzostwa świata         | Osaka       | el. – 29. miejsce | 16,24  |
| 2008 | Mistrzostwa Afryki         | Addis Abeba | 2. miejsce        | 16,92  |
| 2008 | Igrzyska olimpijskie       | Pekin       | el. – 32. miejsce | 16,01  |
| 2009 | Mistrzostwa świata         | Berlin      | el. – 21. miejsce | 16,63  |
| 2010 | Mistrzostwa Afryki         | Nairobi     | 2. miejsce        | 16,78  |
| 2010 | Puchar interkontynentalny  | Split       | 4. miejsce        | 16,90  |
| 2010 | Igrzyska Wspólnoty Narodów | Nowe Delhi  | 2. miejsce        | 17,14  |
| 2011 | Mistrzostwa świata         | Daegu       | el. – 21. miejsce | 16,15  |
| 2011 | Igrzyska afrykańskie       | Maputo      | 3. miejsce        | 16,17  |
| 2012 | Mistrzostwa Afryki         | Porto-Novo  | 3. miejsce        | 16,34  |
| 2014 | Mistrzostwa Afryki         | Marrakesz   | 5. miejsce        | 16,36w |